# Македоністика
Македоністика — міждисциплінарна гуманітарна дисципліна, що вивчає слов'янську македонську мову та слов'янську македонську культуру.

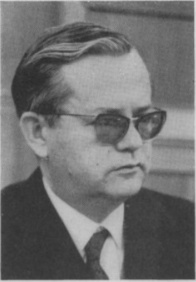
Б. Конеський

Найбільш відомий македонський філолог Блаже Конеський — один із кодифікаторів македонської літературної мови.

## Македоністика в СРСР
У СРСР питанням македонської мови різною мірою приділяли увагу такі дослідники, як В. М. Ілліч-Світич, А. М. Селіщев, С. Б. Бернштейн. Провідним радянським і російським македоністом є Р. П. Усікова — автор фундаментального опису сучасної македонської мови - "Граматики македонської літературної мови" (2003), один з авторів македонсько-російських словників (1997, 2003).